# Erica oliveri
Erica oliveri är en ljungväxtart som beskrevs av H. A. Baker. Erica oliveri ingår i släktet klockljungssläktet, och familjen ljungväxter. Inga underarter finns listade i Catalogue of Life.